# Gerhard Heller
Gerhard Heller, né le 8 novembre 1909 à Potsdam et mort le 29 août 1982 à Baden-Baden, est un éditeur et traducteur nazi allemand. Pendant la Seconde Guerre mondiale, de 1940 à 1944, il est en poste à Paris, en tant que Sonderführer (littéralement, "guide spécial", une dénomination pour des experts civils affectés dans l'armée allemande souvent au grade de lieutenant) de la Propagandastaffel pour la politique littéraire des autorités d'occupation. Il est ainsi chargé d'organiser la censure des publications littéraires françaises.

## Biographie

### Jeunesse et formation
Gerhard Heller est né le 8 novembre 1909 à Potsdam. Après la Première Guerre mondiale, comme de nombreux Allemands désillusionnés par la capitulation, Gerhard Heller devient membre de la Bündische Jugend, un mouvement similaire aux Ligues d'extrême-droite, qui prolifèrent en France au même moment. En 1928, il fait la connaissance de Horst Wessel, qui l'invite à assister à un discours d'Adolf Hitler, pour la première fois de sa vie.
Après avoir obtenu l'Abitur, il poursuit des études d'histoire et de littérature allemande à Berlin, Heidelberg, Pise et Toulouse, jusqu'en 1935. Entretemps, le 1er février 1934, il adhère au Parti national-socialiste des travailleurs allemands, le Parti nazi. Dans les années précédant la guerre, il travaille à Berlin comme chef de section à la Deutsche Welle, la radio allemande.

### Le "guide" de la censure allemande en France
En 1940, après la défaite française, Heller est nommé Sonderführer chargé de la politique littéraire des autorités d'occupation en France, et part donc vivre à Paris. Il travaille sous la supervision du colonel Heinz Schmidtke et de l'Arbeitsführer Schulz. Cependant, il a beaucoup de marge de manœuvre et ses supérieurs interviendront rarement dans son travail. Gerhard Heller se distingue de nombreux censeurs de l'époque par une politique à première vue très conciliante vis-à-vis de la scène littéraire française. Durant son mandat, il aide plusieurs auteurs de la Résistance à être publiés, comme Albert Camus ou François Mauriac. Il n'hésite parfois pas à se compromettre auprès de sa hiérarchie. Ainsi, il autorise la publication de Pilote de guerre, de Saint-Exupéry, qui est aussitôt retiré de la vente par ses supérieurs. Cet épisode vaut à Heller quelques jours d’arrêt.
Pourtant, cette approche d'apparence amicale était mûrement réfléchie, selon l'autobiographie de Gerhard Heller. Elle correspondait à un désir de faire croire aux penseurs et écrivains français qu'une scène littéraire existait, où ils pouvaient s'exprimer. Ainsi, ils pouvaient être mieux canalisés et contrôlés. Par ailleurs, Gerhard Heller se décrit lui-même comme ayant été antisémite pendant la guerre, interdisant toute publication d'écrivains juifs, ou trop virulente à l'encontre du pouvoir en place. De 1941 à 1944, 2 242 tonnes de livres seront mises au pilon, selon les estimations de Heller.

### L'après-guerre
À la fin de la guerre, il se rend aux autorités françaises et doit déménager à Baden-Baden. En 1948, il crée avec Christian Wegner la maison d’édition Heller & Wegner Verlag Baden-Baden et un journal qu'il nomme Der Merkur, Deutsche Zeitschrift für europäisches Denken (de) (« Le Mercure, journal pour une pensée européenne »).
Il se consacre ensuite à son métier de traducteur, traduisant de nombreux auteurs français — notamment Louis-Ferdinand Céline, Romain Gary ou Julien Green — et plus rarement italiens — Pierre l'Arétin — ou anglais.
Il reçoit en 1980 le Prix du rayonnement de la langue française, décerné par l'Académie française, et qui couronne l'ensemble de son œuvre.
Il meurt en 1982 à Baden-Baden, à l'âge de 72 ans.

## Œuvres

### Autobiographie
Un Allemand à Paris (titre original : In einem besetzten Land. Leutnant Heller und die Zensur in Frankreich 1940-1944), Éditions du Seuil, 1981

### Traductions
- Pietro Aretino: Hetärengespräche (Ragionamenti), Deutscher Bücherbund, Stuttgart 1969
- Yves Berger: Großer Traum von Amerika (Le Fou d'Amérique), S. Fischer Verlag, Francfort 1976
- Louis-Ferdinand Céline: Die Kirche. Komödie in fünf Akten (L'Église), Merlin Verlag, Hambourg 1970
- Gilbert Cesbron: Ein Affenbrotbaum mitten in der Stadt : Erzählungen (Un baobab dans le XVe) Drei-Brücken Verlag, Heidelberg 1969
- Gilbert Cesbron: Winterpaläste des Glücks (C'est Mozart qu'on assassine), Dreibrücken Verlag, Heidelberg 1968
- Rosy Chabbert: Der Tod des Tigers (Leonella. La mort du Tigre), Desch Verlag, Munich 1975
- Rosy Chabbert: Leonella, der Himmel ist unten (Leonella. Le ciel à l'envers), Deich Verlag, Munich 1975
- Rosy Chabbert: Liebe in Venedig (Leonella. Les amours vénitiennes), Desch Verlag, Munich 1975
- Jean Clémentin: Die Puppen von Kirchenbronn (Les Poupées de Kirchenbronn), Ullstein Verlag, Francfort 1971
- Wilkie Collins: Der Monddiamant (The Moonstone), depuis l'anglais, en collaboration avec Marie-Luise Hellmann, Deutscher Bücherbund, Stuttgart 1974
- Henri Coulonges: Dresden starb mit dir, Johanna (L'Adieu à la femme sauvage), Ullstein Verlag, Francfort 1984
- Michel Déon: Die wilden Ponys (Les poneys sauvages), Bertelsmann Verlag, Munich 1973
- Pierre Drieu la Rochelle: Der Frauenmann (L'Homme couvert de femmes), Ullstein Verlag, Francfort 1972
- Pierre Drieu la Rochelle: Das Irrlicht (Le feu follet), Propyläen Verlag, Berlin 1968
- Pierre Drieu la Rochelle: Die Memoiren des Dirk Raspe (Mémoires de Dirk Raspe), Ullstein Verlag, Francfort 1972
- Pierre Drieu la Rochelle: Die Unzulänglichen (Gilles), Propyläen Verlag, Berlin 1966
- Pierre Drieu la Rochelle: Verträumte Bourgeoisie (Rêveuse bourgeoisie), Ullstein Verlag, Francfort 1969
- Alexandre Dumas: Die drei Musketiere (Les Trois Mousquetaires), Deutscher Bücherbund, Stuttgart 1963
- Max Gallo Engelsbucht, (La Baie des Anges) S. Fischer Verlag, Francfort 1979
- Romain Gary: Ach, Liebster, das macht doch nichts (Au-delà de cette limite, votre ticket n'est plus valable), Ullstein Verlag, Francfort 1980
- Julien Green: Der Andere (L'Autre), Bertelsmann Verlag 1971
- Julien Green: Louise (Le Mauvais lieu ), S. Fischer Verlag, Francfort 1980
- Paul Guth: Mazarin. Frankreichs Aufstieg zur Weltmacht (Mazarin), Societäts-Verlag, 1975
- Louis Madelin, Fouché. Der Mann, den selbst Napoleon fürchtete (Fouché), Societäts-Verlag, Francfort 1975
- Patrick Modiano: Die Gasse der dunklen Läden (Rue des Boutiques Obscures) Propyläen / Ullstein, Francfort 1979
- Henry de Montherlant: Die kleine Infantin (Les jeunes filles), Suhrkamp Verlag, Francfort 1979
- Jean Orieux: Talleyrand. Die Unverstandene Sphinx (Talleyrand ou le Sphinx Incompris), Büchergilde Gutenberg, Francfort 1973
- Jean d’Ormesson: Der Glanz des Reiches (La Gloire de l'Empire), Propyläen Verlag, Berlin 1971
- Jean d’Ormesson: Wie es Gott gefällt (Au plaisir de Dieu), Ullstein Verlag, Francfort 1976
- Roger Peyrefitte: Manouche. Eine Frau in unserer Zeit (Manouche), Deich Verlag 1976
- François Ponthier: Gier (Manganèse), Stahlberg Verlag, Karlsruhe, 1967
- Judith Regende: Verratene Liebe (La corrida des solitudes : la fugitive des deux mondes) Heyne Wilhelm Verlag, Munich 1979
- Pierre Schneider: Das Lächeln der Mona Lisa. Spaziergänge im Louvre (Les dialogues du Louvre), Hoffmann & Campe Verlag, Hambourg 1973
- Jacques Serguine: Ein liebenswerter Mann (aus dem Französischen), Stahlberg Verlag, Stuttgart 1970
- Henri Troyat: Die Erben der Zukunft (Les Héritiers de l’Avenir), Deutscher Bücherbund Stuttgart 1972
- Juan Rodolfo Wilcock: Das Buch der Monster (Il libro dei mostri), Suhrkamp Verlag, Francfort 1981

## Distinctions et récompenses
- Prix du rayonnement de la langue française, décerné par l'Académie française, 1980
- Prix de la traduction franco-allemande (de), décerné par la ville de Baden-Baden, 1980